# Палестро
Палестро (італ. Palestro) — муніципалітет в Італії, у регіоні Ломбардія, провінція Павія.
Палестро розташоване на відстані близько 500 км на північний захід від Рима, 55 км на захід від Мілана, 50 км на захід від Павії.

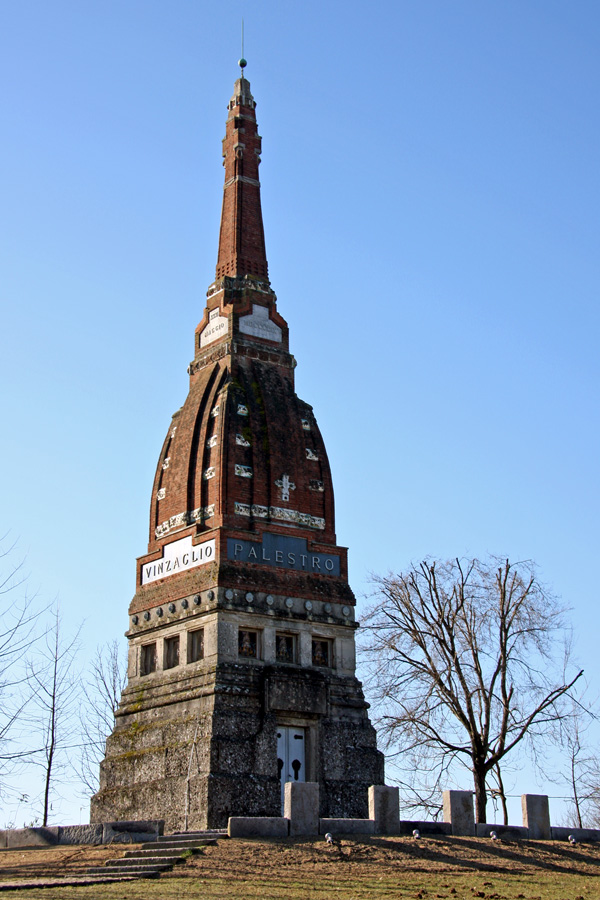

Населення — 1958 осіб (2014). Щорічний фестиваль відбувається 11 листопада. Покровитель — святий Мартин Турський.

## Демографія
Населення за роками:

Станом на 1 січня 2023 року в муніципалітеті офіційно проживало 137 іноземців з 21 країни, серед них 26 громадян країн Євросоюзу та 6 громадян України.

## Сусідні муніципалітети
- Конфієнца
- Пеццана
- Прароло
- Роббіо
- Розаско
- Верчеллі
- Вінцальйо

## Міста-побратими
- Монтебелло-делла-Батталья, Італія (1984)